# 스리랑카의 재외공관 목록

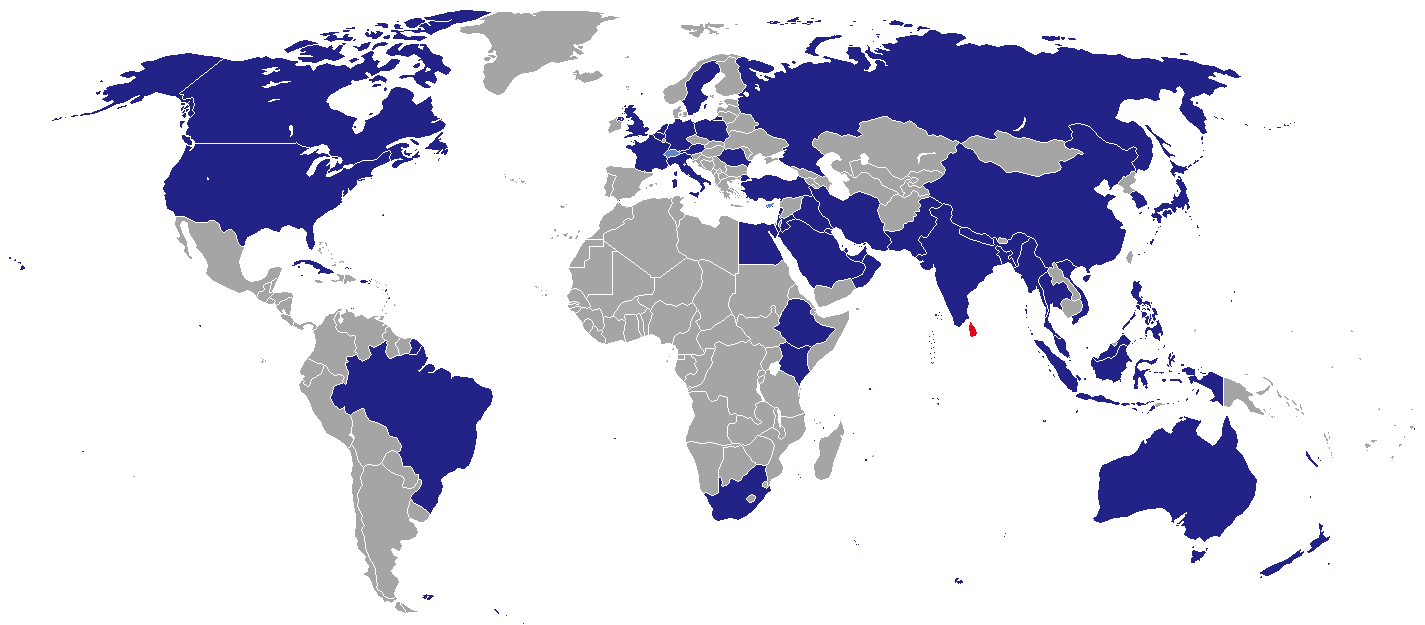
스리랑카의 재외공관

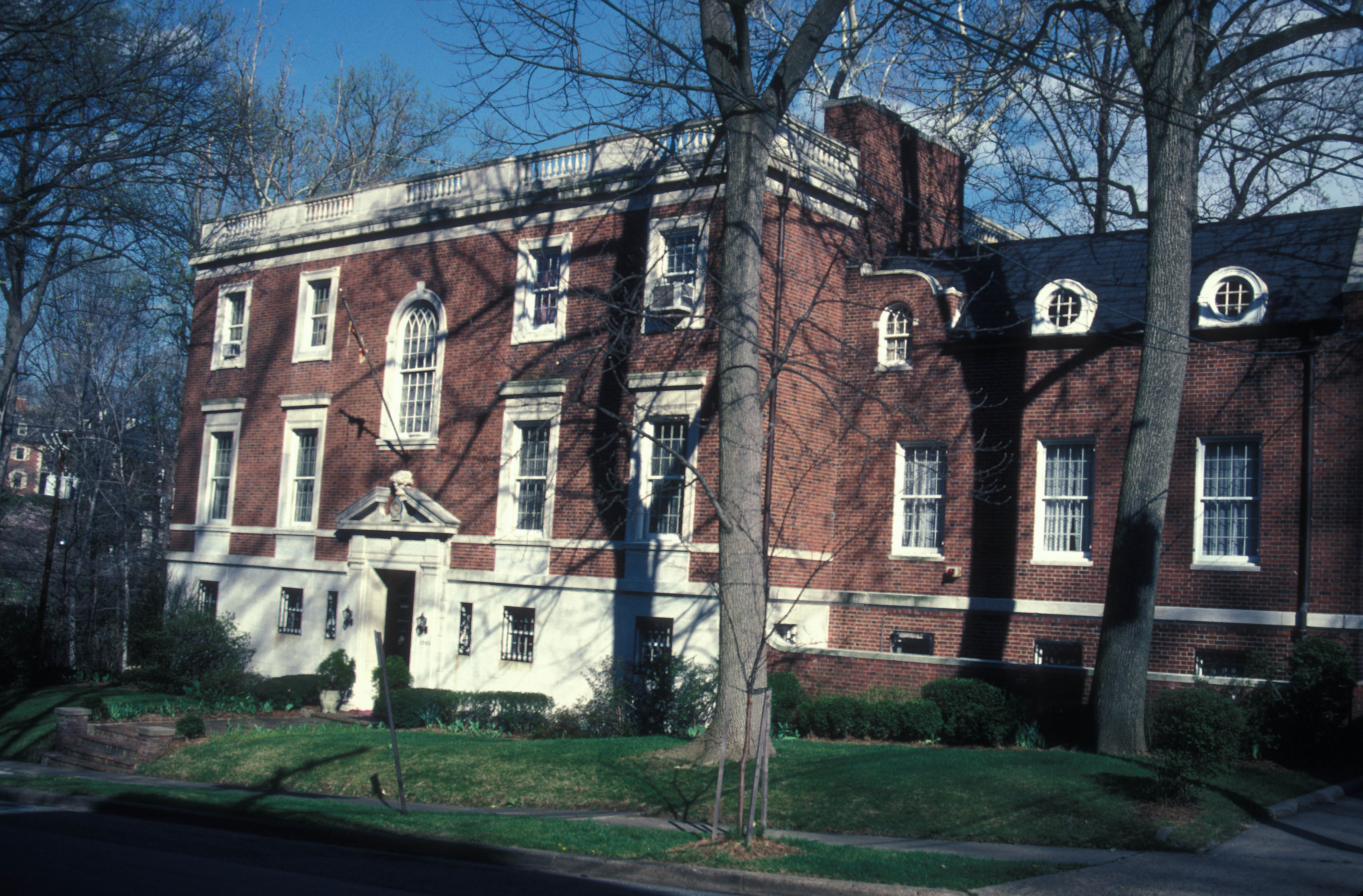
워싱턴 D.C. 주재 스리랑카 대사관

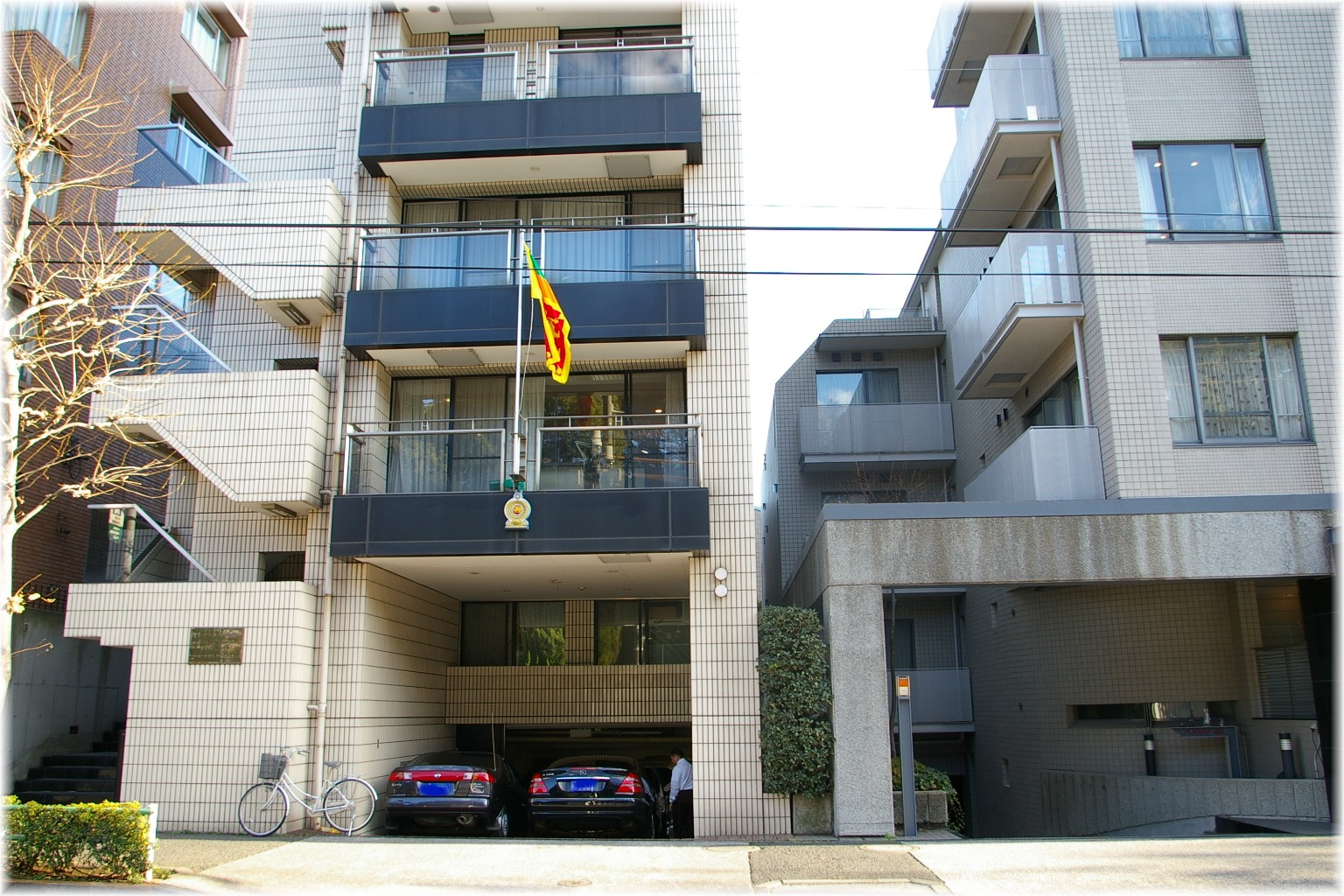
도쿄 주재 스리랑카 대사관

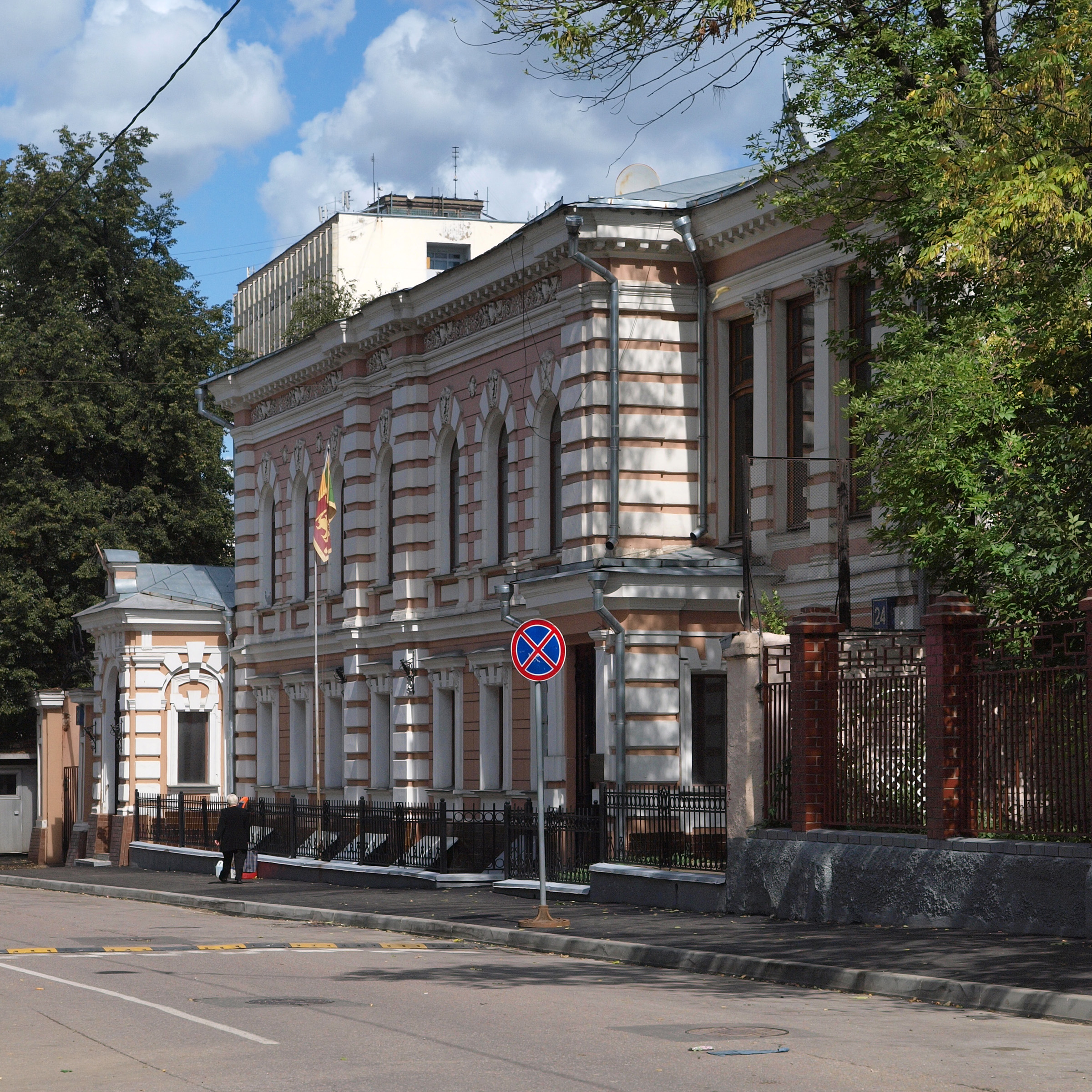
모스크바 주재 스리랑카 대사관

스리랑카의 재외공관 목록은 스리랑카 주재 대사관과 고등판무관 사무소를 각국에 상주시켜 놓는 것을 의미하며 스리랑카의 재외공관을 나열한 목록이다.

## 아프리카
- 이집트 : 카이로 (대사관)
- 케냐 : 나이로비 (고등판무관 사무소)
- 세이셸 : 빅토리아 (고등판무관 사무소)
- 남아프리카 공화국 : 프리토리아 (고등판무관 사무소)
- 우간다 : 캄팔라 (고등판무관 사무소)

## 아메리카
- 브라질 : 브라질리아 (대사관)
- 캐나다 : 오타와 (고등판무관 사무소), 토론토 (총영사관)
- 쿠바 : 아바나 (대사관)
- 미국 : 워싱턴 D.C. (대사관), 로스앤젤레스 (총영사관)

## 아시아
- 바레인 : 마나마 (대사관)
- 방글라데시 : 다카 (고등판무관 사무소)
- 중화인민공화국 : 베이징시 (대사관), 청두시 (총영사관), 광저우시 (총영사관), 상하이시 (총영사관)
- 인도 : 뉴델리 (고등판무관 사무소), 첸나이 (총영사관), 뭄바이 (총영사관)
- 인도네시아 : 자카르타 (대사관)
- 이란 : 테헤란 (대사관)
- 이라크 : 바그다드 (대사관)
- 이스라엘 : 텔아비브 (대사관)
- 일본 : 도쿄도 (대사관)
- 요르단 : 암만 (대사관)
- 대한민국 : 서울특별시 (대사관)
- 쿠웨이트 : 쿠웨이트시티 (대사관)
- 레바논 : 베이루트 (대사관)
- 말레이시아 : 쿠알라룸푸르 (고등판무관 사무소)
- 몰디브 : 말레 (고등판무관 사무소)
- 미얀마 : 양곤 (대사관)
- 네팔 : 카트만두 (대사관)
- 오만 : 무스카트 (대사관)
- 파키스탄 : 이슬라마바드 (고등판무관 사무소), 카라치 (총영사관)
- 팔레스타인 : 라말라 (대표부 사무소)
- 필리핀 : 마닐라 (대사관)
- 카타르 : 도하 (대사관)
- 사우디아라비아 : 리야드 (대사관), 지다 (총영사관)
- 싱가포르 : 싱가포르 (고등판무관 사무소)
- 태국 : 방콕 (대사관)
- 튀르키예 : 앙카라 (대사관)
- 아랍에미리트 : 아부다비 (대사관), 두바이 (총영사관)
- 베트남 : 하노이 (대사관)

## 유럽
- 오스트리아 : 빈 (대사관)
- 벨기에 : 브뤼셀 (대사관)
- 프랑스 : 파리 (대사관)
- 독일 : 베를린 (대사관), 프랑크푸르트암마인 (총영사관)
- 이탈리아 : 로마 (대사관)
- 네덜란드 : 헤이그 (대사관)
- 노르웨이 : 오슬로 (대사관)
- 폴란드 : 바르샤바 (대사관)
- 러시아 : 모스크바 (대사관)
- 스웨덴 : 스톡홀름 (대사관)
- 영국 : 런던 (고등판무관 사무소)

## 오세아니아
- 오스트레일리아 : 캔버라 (고등판무관 사무소), 시드니 (총영사관)

## 대표부
- UN 스리랑카 정부 대표부 : 뉴욕, 빈, 제네바

## 같이 보기
- 스리랑카 주재 외국공관 목록